# 大阪府のマスコットキャラクター一覧
大阪府のマスコットキャラクター一覧（おおさかふのマスコットキャラクターいちらん）は、大阪府内に展開するマスコットキャラクターの一覧である。

## 大阪府
- もずやん - 大阪府のマスコット。府の鳥であるモズがモチーフ。大阪府広報担当副知事を務めている[1]。
- Osaka Bob - 大阪観光局のマスコット。外国人留学生であり大阪の魅力を海外に発信している[2]。

### 大阪府警察
- フーくん・ケイちゃん - 大阪府警察のマスコット[3]。
- ももちゃん - 大阪府警察のマスコット。主に防犯教室で活躍[4]。
- なっちゃん - 同上[4]。
- ルールくん・マナーちゃん - 同上[4]
- ゆうかい するぞう - 同上[4]
- あいちゃん - 同上[4]。
- れいちゃん - 同上[4]。

## 大阪市
- のんちゃん・すーちゃん - 大阪市北区のマスコット[5]。
- フッピィ＆クッピィ - 大阪市福島区のマスコット[6]。
- このはちゃん - 大阪市此花区のマスコット[7]。
- ゆめまるくん - 大阪市中央区のマスコット[8]。
- にっしー - 大阪市西区のマスコット[9]。
- みなりん - 大阪市港区のマスコット。
- ツージィ - 大阪市大正区のマスコット。
- ももてんちゃん - 大阪市天王寺区のマスコット[10]。
- なでこちゃん - 大阪市浪速区のマスコット[11]。
- に～よん - 大阪市西淀川区のマスコット[12]。
- 夢ちゃん - 大阪市淀川区のマスコット。
- こぶしみのりちゃん - 大阪市東淀川区のマスコット[13]。
- ふれんじー - 大阪市東成区のマスコット。
- いくみん - 大阪市生野区のマスコット。
- しょうぶちゃん - 大阪市旭区のマスコット。
- パラッチ - 大阪市旭区のマスコット。イタセンパラをモチーフにした[14]。
- コスモちゃん - 大阪市城東区のマスコット。
- つるりっぷ - 大阪市鶴見区のマスコット[15]。
- あべのん - 大阪市阿倍野区のマスコット[16]。
- さざぴー - 大阪市住之江区のマスコット[17]。
- すみちゃん - 大阪市住吉区のマスコット[18]。
- なっぴー - 大阪市東住吉区のマスコット。区の花「なでしこ」がモチーフ[19]。
- ひらちゃん - 大阪市平野区のマスコット[20]。
- あんニャン - 大阪市平野区HIRANO CAT隊のマスコット。
- スーパーポンポコジャガピーにしなりくん - 大阪市西成区のマスコット[21]。

## 堺市
- ハニワ部長 - 堺市のマスコット。年齢は約1600歳とされている[22]。
- ザビエコくん - 堺観光コンベンション協会のマスコット。
- ムーやん - 堺市環境局のマスコット。
- ポピアン - 堺市都市緑化センターのマスコット。
- サカエル&みそさかい - 堺市堺区のマスコット。
- ニッシーちゃん - 堺市堺区のマスコット。
- みみちゃん - 堺市南区のマスコット。
- すいちゃん - 堺市上下水道局のマスコット。
- タッシ― - 堺市消防局のマスコット。

## 北大阪
- ふくまるくん・ふくまるちゃん - 池田市のマスコット[23]。